# Adolfo López Mateos, Tabasco
Adolfo López Mateos är en ort i Mexiko.   Den ligger i kommunen Centla och delstaten Tabasco, i den sydöstra delen av landet, 700 km öster om huvudstaden Mexico City. Adolfo López Mateos ligger 4 meter över havet och antalet invånare är 674.
Terrängen runt Adolfo López Mateos är mycket platt. Havet är nära Adolfo López Mateos norrut. Runt Adolfo López Mateos är det ganska tätbefolkat, med 70 invånare per kvadratkilometer. Närmaste större samhälle är Ignacio Zaragoza, 1,7 km söder om Adolfo López Mateos. Trakten runt Adolfo López Mateos består huvudsakligen av våtmarker.